# Филимонов, Дмитрий Иванович
Филимо́нов Дми́трий Ива́нович (род. 5 января 1959, Ленинград) — русский поэт, прозаик.

### Биография
Родился 5 января 1959 года в Ленинграде.
Окончил РГПУ имени А. И. Герцена.
Опубликовал около тысячи публикаций в центральной прессе. 
Постоянный автор журналов «Юность», «Аврора», «Смена», «Крокодил» и др.
Лауреат премии журнала «Смена» 1986.
Участник 8-го Всесоюзного совещания молодых писателей СССР.
Автор 3-х поэтических книг.
Переводил великого Дагестанского поэта Расула Гамзатова.
Песни на стихи Филимонова поют М. Боярский («Мой звёздный поезд»), Т. Буланова («Пластилиновые облака») и др. исполнители.

### Творчество

#### Книги
- «Варяг». Москва. Издательство «Молодая гвардия». 1989 г.
- «Чёрно-белая весна». Библиотека Крокодила. 1989 г.
- «Звездные луга». Приложение к журналу «Аврора». 1990 г.

#### Переводы
Книга стихов «Перед совестью и честью» Расула Гамзатова. Библиотека Крокодила (перевод Я. Козловского и Д. Филимонова).

#### Повести
- «Муравьиный король»
- «Сина»
- «Самый счастливый человек года»
- «Я все предусмотрел или 10 000 лет тому назад»
- «Серийная модель»
- «Последний компьютер Адамса».

#### Критика
Критические статьи о творчестве Дмитрия Филимонова, как положительные, так и отрицательные, публиковались в «Литературной газете» и «Литературной России».